# Poecilodryas brachyura
La petroica barbinegra (Poecilodryas brachyura) es una especie de ave paseriforme de la familia Petroicidae endémica de Nueva Guinea.

## Subespecies
- Poecilodryas brachyura albotaeniata
- Poecilodryas brachyura brachyura
- Poecilodryas brachyura dumasi